# 朝里海水浴場
朝里海水浴場（あさり かいすいよくじょう）は、日本の北海道小樽市朝里4丁目に設けられた海水浴場である。

## 概要
日本海に開けた石狩湾の奥部に位置する、礫浜（石浜）を利用した海水浴場である。
毎年の開設期間は7月上旬から8月下旬まで。
なお、朝里地区を流れる朝里川の上流には朝里川温泉がある。

## 年表
- ????年[いつ?]：朝里海水浴場の開場。

## 位置情報
- 北緯43度10分33.5秒 東経141度04分07.8秒 / 北緯43.175972度 東経141.068833度
- 朝里海水浴場 - 地理院地図
- 北海道小樽市朝里（朝里海水浴場） - Google マップ

## 交通アクセス
鉄道路線
- JR北海道 函館本線を朝里駅で下車し、徒歩で約5分[1][2]。

バス路線
- 北海道中央バスまたはジェイ・アール北海道バス「朝里町」停留所で下車、徒歩で約10分[2]。

自動車道
- 札樽自動車道を朝里ICで下り、北海道道1号小樽定山渓線（道道1号）を海側へ約2km[1]。

## 近隣の海水浴場
- （東南東方向） ←　銭函海水浴場（小樽市銭函3丁目）　-　朝里海水浴場　-　東小樽海水浴場（小樽市船浜町）　→ （西方向）